# Катедрала на Орвието
Катедралата на Орвието (на италиански: Duomo di Orvieto), известна и като катедрала „Санта Мария Асунта“, е католическа малка базилика – катедрала в гр.Орвието, регион Умбрия, провинция Терни, Италия. Разположена е в южната част на града, на просторния катедрален площад (Piazza del Duomo).

## История
Първата катедрала на Орвието, резиденция на местния епископ, посветена на Богородица, в началото на ХІІІ век се оказва в тежко състояние – покривът ѝ тече, между мраморните плочи на пода пониква трева, и свещениците са принудени да провеждат най-тържествените служби в другите градски храмове. По същото време градът преживява икономически, културен и религиозен разцвет, и необходимостта от изграждането на нова, по-голяма и представителна катедрала, става очевидна. Жителите на града, начело с епископ Франческо Моналдески, се обръщат към папата с молба да разреши изграждането на нова градска катедрала.
Новата сграда на катедралата се превръща в мемориален комплекс, построен в памет на т.нар. чудо от Болсена, случило се в близкото градче Болсена през 1263 г., когато по време на служба в църквата „Санта Кристина“, извършвана от чешкия свещеник Петер от Прага, по време на причастие, от осветената хостия (просфора) избликва кръв, капки от която падат върху покрова на олтарния престол. Впечатлен от извършеното чудо, свещеникът отнася покрова с капките кръв в Орвието, където по същото време се намира резиденцията на римския папа Урбан IV. В 1264 г. папата издава булата Transiturus de hoc mundo, с която утвърждава празника на Тялото Христово като задължителен за цялата католическа църква.
Папа Николай IV благославя полагането на основния камък през 1290 г. Проектът е дело на Арнолфо ди Камбио, архитект и скулптор от Флоренция. Строителството е възложено на монаха Фра Бевиняте от Перуджа. През 1310 г. главен архитект става Лоренцо Майтани от Сиена, който построява пред катедралата разкошна главна фасада в готически стил, украсена с мозаечни композиции и готически скулптури. След смъртта му над завършването на сградата работят прославени италиански майстори като Андреа Пизано, Андреа Орканя, Микеле Санмикели, Антонио да Сангало Младши и др. Строителството приключва през 1532 г.

## Архитектура

### Западна фасада
Главната фасада на катедралата представлява сложна композиция, построена на принципа на готически триптих. Главният портал е фланкиран с вити декоративни колонки, на които се опира полукръгъл тимпан, украсен с резба. Тимпаните над страничните портали имат стреловидна форма и същото разкошно оформление. Правоъгълните пиластри между порталите са украсени с барелефни композиции. На първия пиластър са изобразени сцени от книгата Битие – историята на първите шест дни от Сътворението, животът на Адам и Ева в Рая, грехопадението и изгонването им от Рая, до първото братоубийство и проклятието на рода на Каин. На втория пиластър е разположено изображение на т.нар. „Дърво Йесеево“ (Йесей е бащата на Давид), представящо родословието на Исус Христос. Третият пиластър съдържа сцени от Новия завет – от „Благовещение“ до „Явяването на Христос на жените мироноски“. Четвъртият пиластър изобразява сцена от Апокалипсиса и Страшния съд, включваща изображения на възкресението на мъртвите, апостолския трибунал, наказанието на грешниците и шествието на праведните в Рая. Съществува предание, че релефите на първата и четвъртата пиластри, изпълнени от главния архитект на фасадата Лоренцо Майтани, който според легендата, е изобразил себе си и своите помощници сред праведниците в сцената на Страшния съд, тъй като смятал, че със своя труд и майсторство са заслужили спасение и вечен живот.
Над главния портал на катедралата е разположено кръгъл прозорец – роза, традиционен за готическата архитектура, направен под ръководството на Андреа Орканя. В ъглите на прозоречната рамка са разположени мозаечни изображения на църковни отци, а от двете страни на прозореца през ХІV век са поставени дванадесет статуи на пророци в стреловидни ниши, в готически стил. Над прозореца в дванадесет арковидни ниши са поставени статуи на апостолите, създадени през ХV в стила на ранното Възраждане.
Особено внимание заслужават мозайките, покриващи всички свободни участъци от стените, плоскостите на тимпаните на западната фасада. Работата по изработването на мозайките продължава няколко века – тя започва през 1321 г. и приключва в началото на ХVІ век. Над създаването на този ансамбъл работят множество майстори, живописци и стъклари. Декорацията на катедралата способства за развитието на собствено производство на стъкло в Орвието. Иконографската програма на мозайките е съсредоточена върху образа на Дева Мария, и разказва историята от нейното рождество до нейното успение. В централната част е изпълнена тържествената композиция „Коронясването на Мария в присъствието на ангелите“, от лявата страна е сцената „Обричането на Мария и Йосиф“, а от дясната – „Въвеждане на Пресвета Богородица в храма“. По време на честването на 500-годишнината на катедралата, част от мозаичните композиции са свалени за реставрация, и впоследствие са безвъзвратно загубени, с изключение на композицията „Рождество на Пресвета Богородица“, която се съхранява в наши дни в Музея на Виктория и Алберт в Лондон.

### Интериор
Интериорът на катедралата е впечатляващ. По план сградата е трикорабна базилика, без купол, с широк трансепт. Първоначалният интериор създаден през ХІV – ХV век, претерпява редица промени през последващите столетия. Просторният централен кораб, увенчан с таван с дървени греди, е отделен от страничните кораби с аркади на масивни високи колони, съставени от редуващи се тъмни и бели каменни блокове. Шарените зидани стени и колони от базалт и травертин създават специално декоративно впечатление, очевидно заимствано от сиенската архитектура.
В ръкавите на трансепта са разположени основните забележителности на катедралата – Капела дел Корпорале и Капела ди Сан Бризио.
Стените на капелата на Тялото Христово са украсени с фрески, рисувани през 60-те и 70-те години на ХІV век от трима местни художници, сред които водеща роля има Уголино ди Прете Иларио. Иконографската програма е посветена на евхаристическото чудо в Болсена и на темата за символическото преосъществяване на истинските Тяло и Кръв Христови в Свети дарове. Тя се допълва от сцени от Страстите Христови и Тайната вечеря, по време на която става установяването на тайнството Евхаристия. В Капела дел Корпорале се съхранява главната светиня на катедралата – покровът с капки кръв от Болсена, който се пази в специален реликварий, изработен през 1337 – 1338 г. Външният вид на реликвария повтарят тричастната композиция на главната фасада на катедралата, той е оформен в същия изискан готически стил.
На стените на главната капела са изпълнени фрески, посветени на сюжети от живота на Дева Мария, завършващи със сцената „Коронацията на Дева Мария в небесата“.
В Капела ди Сан Бризио са най-ценните фрески в катедралата. Изпълненията в купола са създадени през 1447 г. от големите художници на ранния Ренесанс Фра Анджелико и Беноцо Гоцоли. Фреските в капелата, посветени на теми от Апокалипсиса и Страшния съд, се опират не само на библейските текстове, но и на „Божествена комедия“ на Данте Алигиери и „Златната легенда“ на Яков Ворагински. На Фра Анджелико се приписват изображенията на Христос Съдия и на пророците на свода. Декорацията на капелата е завършена през 1499 – 1504 г. от живописеца Лука Синьорели, който създава грандиозните сцени „Пристигането на антихриста“, „Краят на света“ и „Възкръсване на мъртвите в плът“, „Блажените в Рая“, „Прокълнатите в Ада“ и „Страшният съд – разделяне на прокълнатите от блажените“. Иконографската програма на капелата завършва с фриз, посветен на великите поети от античността до Данте. Олтарът в капелата е изработен през ХVІІ век в стил късен барок.